# EA Sports Grand Slam Tennis
EA SPORTS Grand Slam Tennis é um jogo eletrônico de tênis desenvolvido pela EA Canada, lançado sob a marca EA Sports para o console Wii. O jogo foi lançado na América do Norte em 8 de junho de 2009.
Disponibilizando o Torneio de Wimbledon, o jogo pode ser jogado com o acessório Wii Motion Plus, onde a captação dos movimentos são melhorados.